# 國原頼子
國原 頼子（くにはら よりこ、1985年11月20日 - ）は、日本の女子柔道選手。階級は70キロ級。身長170cm。得意技は背負投。組み手は右組み。段位は参段。血液型はB型。埼玉大学大学院教育学研究科修了。元自衛隊体育学校所属。

## 人物
新潟県中蒲原郡亀田町（現新潟市江南区）出身。8歳の時に黒埼柔道連盟で柔道を始めた。黒埼中学2年の時に全国中学校柔道大会の56kg級で3位、3年の時には57kg級で3位となった。淑徳高校に進むと、3年の時には金鷲旗で同級生の西田優香や池田ひとみなどとともに活躍して優勝を果たした。
2004年に淑徳大学へ進むと、3年の時には学生体重別の70kg級で優勝した。4年の時には体重別で初優勝を飾るも、世界選手権代表には選ばれなかった。ユニバーシアードでは個人戦、団体戦ともに優勝を飾った。
2008年には自衛隊体育学校の所属になると、体重別では2位だったが、講道館杯で優勝した。東京で開催された世界団体では優勝チームの一員に名を連ねた。
2009年にはユニバーシアードの個人戦、団体戦でともに2連覇を成し遂げた。
2010年1月のワールドマスターズでは2位に終わったものの、準決勝ではフランスのリュシ・デコスから隅落で技ありを取って勝利した。4月の体重別では優勝を果たして、世界選手権代表に選ばれた。9月に東京で開催された世界選手権では準々決勝でコマツの渡邉美奈を破るも準決勝でデコスに敗れるが、3位決定戦でスペインのセシリア・ブランコに勝って銅メダルを獲得した。11月の講道館杯では2年ぶり2度目の優勝を飾った。なお、この日は本人の25回目の誕生日でもあった。
2011年4月の体重別では2連覇を果たして世界選手権代表に選ばれた。8月の世界選手権では準々決勝でハンガリーのアネット・メサロシュに敗れるも、敗者復活戦を勝ち上がって前年に続いて3位になった。
2012年1月にはワールドマスターズに出場して決勝まで勝ち上がるも、世界チャンピオンのデコスに腕挫十字固で一本負けを喫して2位に終わった。
2月にはグランドスラム・パリに出場するが、準決勝でオリンピック代表争いを演じてきたライバルである東海大学3年の田知本遥に延長戦において内股で一本負けを喫して3位に終わった。
続いてグランプリ・デュッセルドルフに出場するが、準決勝でブラジルのマリア・ポルテラに裏投げで敗れて3位だった。
5月の選抜体重別では準決勝で環太平洋大学3年のヌンイラ華蓮に内股返で技ありを取られて3位に終わり、ロンドンオリンピック代表にはなれなかった。
2012年6月の全日本実業柔道団体対抗大会後には第一線から退くことを表明した。将来は教員を目指すという。2015年には前橋育英高校の女子柔道部コーチとなると、新井姓となった。

## 戦績
- 1999年 - 全国中学校柔道大会 3位(56kg級)
- 2000年 - 全国中学校柔道大会 3位(57kg級)

以降は70kg級
- 2003年 - 金鷲旗 優勝
- 2004年 - 全日本ジュニア 2位
- 2005年 - チェコ国際 優勝
- 2006年 - 学生体重別 優勝
- 2007年
  - 学生体重別 2位
  - ユニバーシアード　個人戦、団体戦 ともに優勝
  - 選抜体重別 優勝
- 2008年
  - 選抜体重別 2位[13]
  - 世界団体 優勝[14]
  - 講道館杯 優勝
- 2009年
  - ワールドカップ・ウィーン 優勝
  - グランドスラム・モスクワ 優勝
  - ユニバーシアード　個人戦、団体戦 ともに優勝
  - 講道館杯 2位
  - グランドスラム・東京 3位
- 2010年
  - ワールドマスターズ 2位
  - グランドスラム・パリ 3位
  - グランプリ・デュッセルドルフ 2位
  - 選抜体重別 優勝
  - グランドスラム・リオデジャネイロ 3位
  - 世界選手権 3位
  - 講道館杯 優勝
- 2011年
  - ワールドマスターズ 3位
  - グランドスラム・パリ 3位
  - 選抜体重別 優勝
  - グランドスラム・リオ 優勝
  - 世界選手権 3位
  - 世界団体 2位
  - 講道館杯 5位
- 2012年
  - ワールドマスターズ 2位
  - グランドスラム・パリ 3位
  - グランプリ・デュッセルドルフ 3位
  - 選抜体重別 3位

(出典、JudoInside.com)